# Frechinia
Frechinia é um gênero de mariposa pertencente à família Crambidae.